# Organic Syntheses
Organic Syntheses is een wetenschappelijk tijdschrift met peer review uitgegeven door John Wiley & Sons. De naam wordt gewoonlijk afgekort tot Org. Synth. Het tijdschrift bericht over onderzoek in de organische synthese van verbindingen. Alle data die in het tijdschrift gepubliceerd worden moeten succesvol worden herhaald in een laboratorium verbonden aan het tijdschrift.
Organic Syntheses werd opgericht in 1921. Het tijdschrift heeft een open toegang, wat impliceert dat alle publicaties kunnen bekeken worden zonder betaling.